# ダラット駅
ダラット駅（ベトナム語：Ga Đà Lạt / 𥩤多樂、英文表記: Dalat Station）はベトナムラムドン省ダラットに所在する鉄道駅。1932年､ベトナム鉄道ファンラン・ダラット線の中心駅として開業し、1938年に駅舎が完成した。ベトナム戦争によって一時期放棄されていたが、1991年、チャイマット駅までの路線とともに修復され、観光鉄道の駅として再開した。

## 沿革

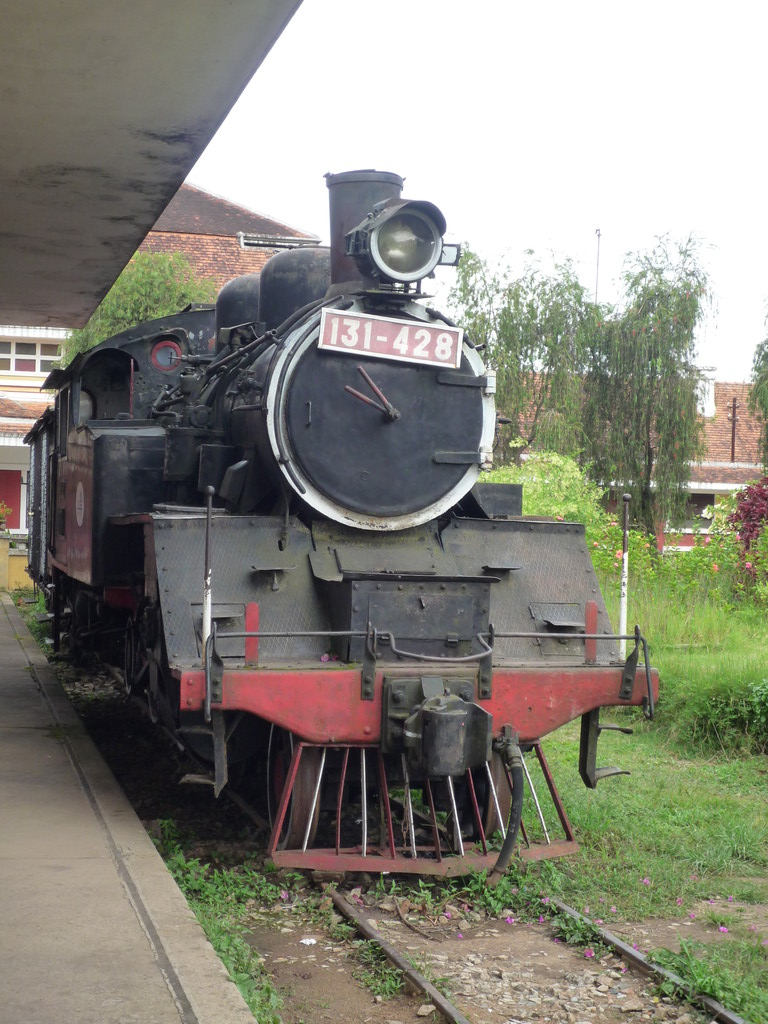
駅に静態保存されている国鉄C12形蒸気機関車

1932年、タップチャム駅から当駅までの84kmを結ぶファンラン・ダラット線の駅として開業。急勾配が続く路線のため、2本のレールの中央に歯型のレール（ラックレール）を敷設し、車両の床下に設置された歯車を使って急勾配を登り下りするための推進力と制動力の補助を行うラック式鉄道（アプト式）を採用した。最盛期には14台の蒸気機関車が使用されていた。1972年、ベトナム戦争によって破壊され、不通となっていたが、1991年、ダラット～チャイマット間の7キロメートル (4.3 mi)の路線が修復され、毎日5便運行されるようになった。

## 駅舎

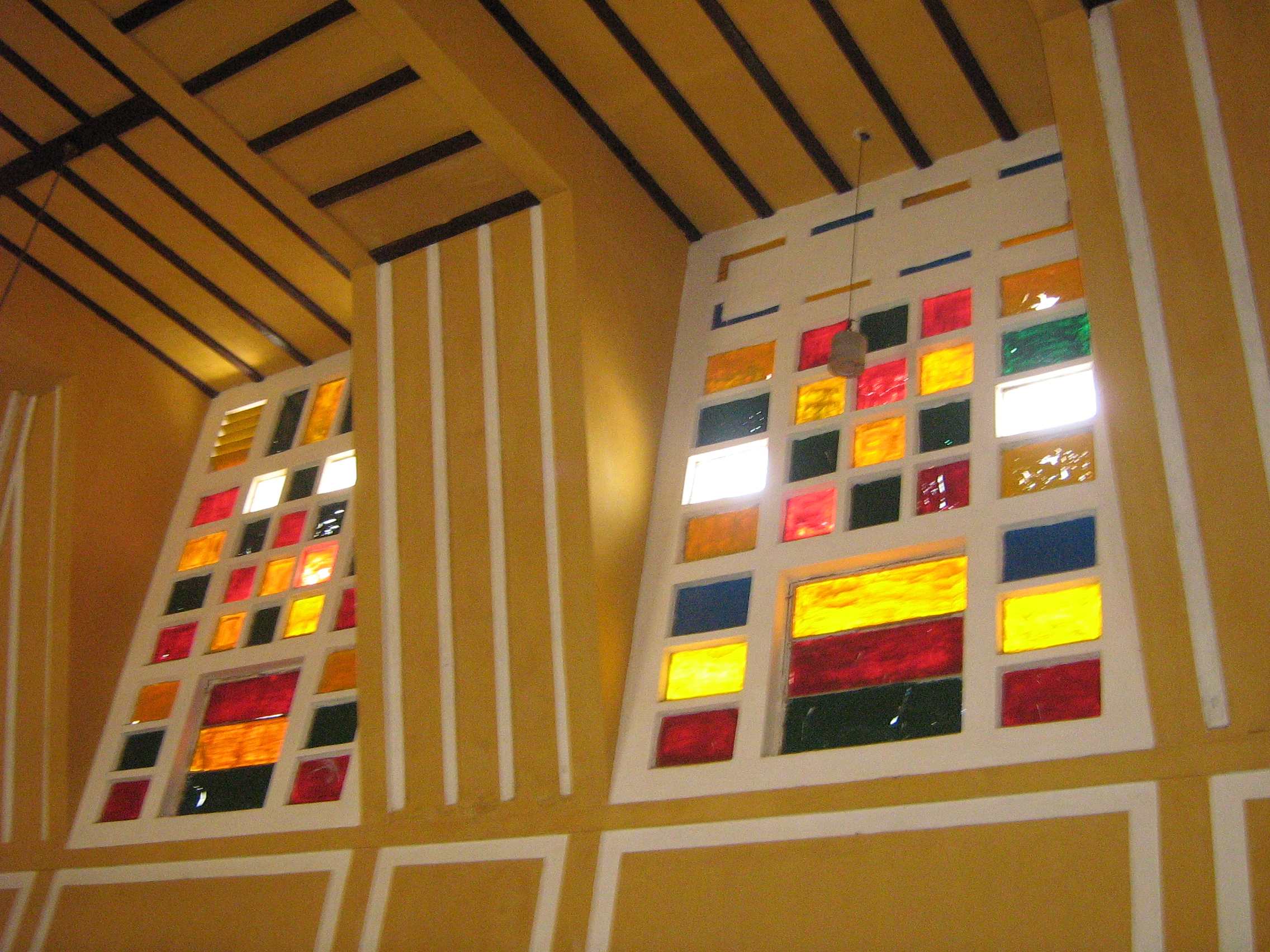
駅の彩色豊かなガラス窓

フランスの建築家モンセット（Moncet）とレベロン（Reveron）によって設計された駅舎は、南フランス風のアール・デコ建築様式に、中央高地の現地住宅の要素を取り入れた独特の建築様式となっている  。2001年、文化スポーツ観光省から歴史的建造物に指定された。
- 外観

3つの三角型の屋根は、ランビアン山の3つの山頂を表している。
駅正面の、中央の屋根の下には大時計がある。
屋根付きの車寄せがある。
- 駅構内

各屋根の下には彩色豊かなガラス窓があるほか、天井も高い。
切符売り場、待合席

## 観光
1991年の駅再開以降、公共交通機関ではなく観光客のための駅となっている。観光鉄道は、D4H形ディーゼル機関車牽引の客車列車で、終点チャイマット駅までの7kmを約30分（表定速度14km/h）で走行し、風景を堪能することができる。チャイマット駅周辺には、仏教寺院である霊福寺（Chùa Linh Phước）などがあり周辺の散策ができる。